# Łążek
Łążek [pronunciación en polaco: /ˈwɔ̃ʐɛk/] es un pueblo ubicado en el distrito administrativo de Gmina Nowa Brzeźnica, dentro del condado de Pajęczno, voivodato de Łódź, en el centro de Polonia. Se encuentra a unos 7 kilómetros al oeste de Nowa Brzeźnica, a 12 kilómetros al sureste de Pajęczno, y a 85 kilómetros al sur de la capital regional Łódź.
El pueblo tiene una población de 128 habitantes.